# Mananara
La Mananara est un fleuve du versant est de Madagascar dans la région Atsimo-Atsinanana. Son embouchure se situe à Ampatsinakoho, proche de Vangaindrano. Il se jette dans l'Océan Indien.